# Juan IV Ducas Láscaris
Juan IV Ducas Láscaris (Nicea, 1250-Mar de Mármara, después de 1290) fue un emperador de Nicea desde 1258 hasta 1261.
Fue el primer hijo del emperador de Nicea Teodoro II y su mujer la princesa Helena de Bulgaria. Era hermano de la princesa Eudoxia Láscaris, que residió en la Corona de Aragón. Tenía sólo ocho años cuando fue nombrado emperador del Imperio de Nicea en 1258, a la muerte de su padre Teodoro II. Fue el último de los emperadores Láscaris, que tanto hicieran por la restauración del Imperio bizantino tras la conquista de Constantinopla por los cruzados durante la Cuarta Cruzada en 1204. Durante su minoría ejerció la regencia el patriarca Arsenio y Miguel Paleólogo, jefe de los ejércitos niceanos. En 1261, Miguel Paleólogo conquistó Constantinopla y se autoproclamó emperador de Constantinopla y de Nicea; ordenó cegar a Juan, lo que en el Imperio bizantino era el medio para incapacitar a una persona para la dignidad imperial, y luego lo encerró en un castillo cerca del mar de Mármara. En 1290, Juan reconocería a Andrónico II Paleólogo como emperador.